# Кацман, Алексей Иосифович
Алексе́й Ио́сифович Ка́цман (укр. Олексій Йосипович Кацман; 3 января 1947, Кировоград — 23 сентября 2017, Кропивницкий) — советский футболист, нападающий. По окончании карьеры игрока — советский и украинский футбольный тренер и арбитр. Заслуженный тренер Украины.

## Биография
Воспитанник кировоградской ДЮСШ-2. Первый тренер — Владимир Прохорович Резник. Начал футбольную карьеру в 1965 году, в местной «Звезде». В следующем году стал лучшим бомбардиром кировоградской команды. Проведя 2 сезона в составе «Звезды», перешёл в одесский «Черноморец». Дебютировал в Высшей лиге чемпионата СССР 28 мая 1967 года, выйдя в стартовом составе в матче против тбилисского «Динамо». Всего за «Черноморец» сыграл 4 матча, однако не смог закрепиться в составе, в результате чего сезон 1967 года доигрывал уже в одесском СКА. Провёл ещё год в составе «армейцев», после чего стал игроком николаевского «Судостроителя». В николаевском клубе отыграл меньше года, в 1969 году перейдя в первомайский «Строитель». После этого вернулся в «Звезду». В составе кировоградцев провёл 4 сезона, в 1971 году снова став лучшим бомбардиром команды. Затем на сезон перешёл в хмельницкое «Динамо», после чего вернулся в Кировоград. В 1975 году в третий раз стал лучшим бомбардиром «Звезды» и вместе с командой выиграл Кубок УССР. Закончил профессиональную карьеру в 1977 году, в черкасском «Днепре». Затем играл на любительском уровне за бобруйский «Шинник», первомайский «Фрегат» и кировоградский «Радист».

### Карьера тренера
Во время выступлений в составе «Звезды» закончил Кировоградский педагогический институт им. А. Пушкина. По завершении карьеры игрока стал тренером в кировоградской ДЮСШ «Звезда». В 1988 году, по приглашению тогдашнего главного тренера «Звезды» Иштвана Шандора, стал одним из тренеров клуба. В следующем году, после ухода Шандора, возглавил кировоградскую команду. Пребывал на должности главного тренера до конца сезона 1990 года. Позже тренировал любительские коллективы.
В 1994 году вновь вернулся в тренерский штаб «Звезды», в качестве помощника главного тренера команды — своего бывшего одноклубника Александра Ищенко. Под их руководством, в 1995 году клуб вышел в Высшую лигу чемпионата Украины, а в дебютном сезоне занял 6-е место. В 1997 году, вместе с Ищенко, стал тренером винницкой «Нивы», однако через год оба вернулись в состав «Звезды». В 2000 году, по состоянию здоровья покинул клуб. Работал тренером в кировоградской ДЮСШ «Зірочка» (рус. Звёздочка)

### Карьера арбитра
В 1992 году обслуживал матчи чемпионата Украины. В качестве главного арбитра дебютировал в Высшей лиге Украины 5 апреля 1992 года, в матче между ахтырским «Нефтяником» и тернопольской «Нивой». Всего, в высшем дивизионе Украины, как судья в поле обслужил 2 матча, оба — в первом чемпионате Украины. В следующем сезоне отработал на нескольких матчах в качестве помощника арбитра.
Умер 23 сентября 2017 года в возрасте 70 лет. Похоронен на Дальневосточном кладбище в Кропивницком

## Достижения

### Командные
- Обладатель Кубка УССР: 1975

### Индивидуальные
- Заслуженный тренер Украины (2010)

## Семья
Сын — Олег Кацман — футбольный арбитр. Обслуживал матчи Первой лиги чемпионата Украины в качестве лайнсмена.